# Olivier Berggruen
Olivier Berggruen (Winterthur, 14 de setembro de 1963) é um curador e historiador de arte germano-americano, descrito pelo Wall Street Journal como tendo "um papel fundamental no mundo da arte".

## Biografia
Nascido em Winterthur, Suíça, Berggruen é filho do famoso colecionador de arte alemão Heinz Berggruen e da atriz Bettina Moissi. Ele se formou na College of Brown University em Providence, Rhode Island, e completou seus estudos de graduação no Courtauld Institute of Art da University of London, onde estudou com Anita Brookner, que foi sua orientadora.

## Carreira
Ele trabalhou brevemente na casa de leilões Sotheby's em Londres, antes de atuar como curador no Schirn Kunsthalle em Frankfurt.    Ele lecionou em várias instituições, incluindo Carnegie Mellon University, a Frick Collection, The National Gallery em Londres, a National Gallery of Art em Washington, DC, a 92nd Street Y, a National Gallery of Canada e o Instituto de Estudos Políticos de Paris.  Atualmente, ele atua como presidente da Biblioteca Thomas J. Watson no Metropolitan Museum of Art e recebeu o prêmio Berliner Zeitung Media de 2009. 
Berggruen curou várias exposições internacionais, como uma retrospectiva de Yves Klein no Museu Guggenheim em Bilbao e uma de Beatrice Caracciolo na Academia Francesa em Roma. Ele é um colaborador do Huffington Post, para o qual escreve artigos sobre arte, literatura e filosofia. Além disso, ele escreveu extensivamente sobre Picasso, Yves Klein e Henri Matisse, entre outros, para organizações como o Solomon R. Guggenheim Museum em Nova York, publicações como Artforum e The Print Quarterly , e para a Gagosian Gallery, para a qual contribuiu com a professora da Universidade de Cambridge, Mary Jacobus. Seu primeiro livro, The Writing of Art, é uma série de ensaios, que explora a estética pelas lentes da arte do século XX, traçando movimentos e tendências como a descontinuidade ontológica do modernismo nos balés de Picasso. Ele está atualmente trabalhando em dois projetos de livros, incluindo uma história do colecionismo e um estudo da estética de Wittgenstein, e fará uma palestra no Courtauld Institute no ano acadêmico de 2017–18. Em 2016, o governo italiano encomendou a Berggruen a curadoria de uma exposição para celebrar o centenário da jornada italiana de Picasso. “Picasso: Do Cubismo ao Classicismo, 1915 a 1925”, foi realizado na Scuderie del Quirinale de Roma de 22 de setembro de 2017 a 21 de janeiro de 2018. Em 2019, ele foi co-curador de uma exposição sobre Picasso e antiguidade no Museu Goulandris de Arte das Cíclades, em Atenas, que ganhou o Prêmio Global de Belas Artes de 2019.
Berggruen foi editor convidado da edição de julho / agosto de 2020 do The Brooklyn Rail.

## Vida pessoal
Berggruen mora na cidade de Nova York com sua esposa, Desiree, que conheceu enquanto ambos estudavam na Brown. Ela é médica e juntos têm dois filhos, Tobias e Ana. Berggruen possui casas adicionais em Paris e Gstaad, na Suíça. Seu irmão é o bilionário e filantropo Nicolas Berggruen; ele também tem dois meio-irmãos, John, um negociante de arte baseado em San Francisco, e Helen, uma pintora. Ele atua em vários comitês em instituições em todo o mundo, incluindo a Brown University, o Metropolitan Museum of Art, a Tate Modern, o Museu Picasso de Paris, o Courtauld Institute, o Museum Berggruen e o Mariinsky Ballet.  Além disso, ele faz parte do Conselho de Curadores do Carnegie Hall, do Berggruen Institute e da Biblioteca John Carter Brown da Brown University.  Berggruen foi um doador para a campanha presidencial de Emmanuel Macron durante sua campanha, conforme revelado pelos vazamentos de e-mail de 2017 da Macron. Ele também fez doações para as campanhas de vários candidatos do Partido Democrata, incluindo Barack Obama e Alexandria Ocasio-Cortez.

## Publicações selecionadas
- The Writing of Art, Pushkin Press, 2012.[34]
- "The Fragmented Self" in Dieter Buchart ed., Jean-Michel Basquiat: Now's the Time, Prestel, 2015.
- "The Theatre as Metaphor" em Olivier Berggruen e Max Hollein eds., Picasso and the Theatre, Hantje Cantz, 2007.
- Editor (com Max Holbein), Henri Matisse: Desenho com Tesoura: Obras-primas dos últimos anos, Prestel, 2006.
- “Ed Ruscha: Ribbon of Words” em Ed Ruscha: The Drawn Word, Edited with Essay, Windsor Press (2004), pp. 1 - 7
- “As impressões de Jean-Michel Basquiat”, Print Quarterly, XXVI (2009): pp. 28 - 38
- “The Future of Painting” em Portraits Lost in Space: George Condo, Pace Wildenstein, New York (1999), pp. 30-34
- “The Realm of Pure Sensations” em Playing With Form: Neoconcrete Art From Brazil, Editado com Ensaio, Dickinson New York (2011), pp. 19-27
- “Picasso & Bacon: Painting the Other Self” em Francis Bacon e a Tradição da Arte, Editado por Wilfried Seipel, Barbara Steffen, Christoph Vitali, Skira Editore Sp A. (2003), pp. 71-83
- “The Summons to Living Things to Return Home” em Cy Twombly: Bacchus, Gagosian Gallery, 2005, pp. 5-15
- “The Landscape of the Mind” em Agnes Martin, Thomas Ammann Fine Art AG Zurique (2008)